# Norberto Rivera Carrera
Norberto Rivera Carrera (Tepehuanes, Durango, 6 de junio de 1942) es un cardenal mexicano de la Iglesia católica. Fue Arzobispo primado de México desde 1995 hasta 2017 y el trigésimo quinto sucesor de Fray Juan de Zumárraga y custodio de la imagen de la Virgen de Guadalupe del Tepeyac. 

## Biografía
Nació en 1942. En 1955, después de haber terminado sus estudios primarios en La Purísima, entró en el Seminario de Durango, donde realizó estudios clásicos, de Filosofía y un año de Teología. Entonces fue enviado a Roma para continuar sus estudios en la Pontifica Universidad Gregoriana, donde obtuvo el título grado (denominado Baccalaureatus en las universidades eclesiásticas), el máster (denominado Licentia en las universidades eclesiásticas) y el doctorado en Sagrada Teología. 

### Sacerdocio
Fue ordenado sacerdote el 3 de julio de 1966, en la Basílica de San Pedro por el Papa Pablo VI.
De 1967 a 1985, trabajó pastoralmente en Durango, y en Río Grande (Zacatecas); fue miembro de la facultad del Seminario de Durango por 18 años y prefecto de disciplina; fundador y asistente eclesiástico del movimiento de "Jornadas de Vida Cristiana"; asistente diocesano del "Movimiento Familiar Cristiano" y de la Acción Católica; miembro y coordinador del concilio presbiterial; secretario de la comisión arquidiocesana de pastoral; director de comunicaciones sociales; canónigo lectoral de la catedral; profesor de eclesiología de la Universidad Pontificia de México, en la Ciudad de México, de 1982 a 1985; secretario ejecutivo del cuidado pastoral de las familias, miembro de la Comisión Episcopal para el Apostolado Seglar, de 1983 a 1985.

## Episcopado

### Obispo de Tehuacán
El 5 de noviembre de 1985, el papa Juan Pablo II lo nombró obispo de Tehuacán. Fue consagrado el 21 de diciembre del mismo año, a manos del arzobispo Antonio López Aviña, quien había sido su obispo durante sus años de sacerdocio.
Fue visitador apostólico de los seminarios diocesanos y religiosos de México. 

### Arzobispo Primado de México
El 13 de junio de 1995, fue nombrado arzobispo primado de México.
Asistió a la Asamblea Especial para América del Sínodo de los Obispos, en la Ciudad del Vaticano, del 16 de noviembre al 12 de diciembre de 1997. Desde abril de 1993 a 1995 dirigió la Sección de Familia del CELAM.

### Renuncia
El 6 de junio de 2017, presentó su renuncia como lo establece el Código de Derecho Canónico. El 7 de diciembre del mismo año, el papa Francisco aceptó su renuncia como arzobispo primado de México, y nombró de inmediato a su sucesor.

## Cardenalato
Fue creado y publicado cardenal presbítero de la Santa Iglesia de Roma, el 18 de enero de 1998 por el papa Juan Pablo II; recibió la birreta roja y el título de S. Francesco d'Assisi a Ripa Grande, en el consistorio del 21 de febrero del mismo año. Asistió a la X Asamblea Ordinaria del Sínodo Mundial de los Obispos, Ciudad del Vaticano, del 30 de septiembre al 27 de octubre de 2001.
El cardenal Norberto Rivera ha sido uno de los cardenales electores que participaron en los dos últimos cónclaves. Participó en el cónclave de abril de 2005 en el que fue elegido el papa Benedicto XVI, y en el de marzo de 2013 donde resultó elegido el papa Francisco.
Su lema episcopal es Lumen Gentium, indicando que la Iglesia es la luz de las naciones.
Se ha preocupado por crear una de las oficinas de comunicación arquidiocesanas más importantes del país, desde donde se difunde la vida y el magisterio de la Iglesia católica en publicaciones como L'Osservatore Romano (edición española para México y E.U) así como el semanario católico “Desde la fe” , diario que cuenta con la mayor difusión en América Latina (más de 450 mil ejemplares). En esta misma Oficina funciona una Agencia de Publicidad, un Instituto de Educación para los Medios (que responde a su interés por formar formadores que orienten en el uso responsable de los medios de comunicación, como una necesidad de la actuales familias) una Dirección de radio y televisión, otra de Sistemas y un departamento de Pastoral de la Comunicación.
Le ha dado un nuevo gobierno y vitalidad al santuario más grande del país y el segundo de mayor afluencia de peregrinos en el mundo: La Basílica de Nuestra Señora de Guadalupe que pronto ampliará su área en un gran proyecto de evangelización con el que se acrecentará en un área superior a los 20 mil metros cuadrados.
Recibió al Papa Juan Pablo II en sus últimas dos visitas a México (1999 y 2002). En esta última, participó en la canonización de Juan Diego Cuauhtlatoatzin, el primer santo indígena del continente americano.
En 2009 fue uno de los organizadores del Encuentro Mundial de las Familias.
El cardenal Rivera participó en el Cónclave de 2013, en el que fue elegido Jorge Mario Bergoglio como papa, tras la renuncia de Benedicto XVI.
El 2 de junio de 2017, poco antes de cumplir los 75 años, se hizo público que Rivera presentó al papa Francisco su renuncia al cargo arzobispal, de acuerdo a las regulaciones canónicas que permiten tal trámite.

### Cargos en la curia romana
En la Curia Romana es miembro de:
- La Congregación para el Culto Divino y la Disciplina de los Sacramentos.
- De la Congregación para el Clero.
- Del Pontificio Consejo para la Familia.
- De la Comisión para América Latina.
- Del Consejo ordinario del Secretariado General del Sínodo de obispos.

## Participación en la sociedad mexicana
En unión con el gobierno y la iniciativa privada logró la restauración de la Catedral Metropolitana, la cual amenazaba con colapsar. La Catedral Primada de México es uno de los monumentos artísticos más importante de América.[cita requerida]
Se reunió con líderes de otras religiones, como el dalái lama o el Patriarca Ecuménico Bartolomé I en su visita a México, así como autoridades generales de la Iglesia de Jesucristo de los Santos de los Últimos Días, conocidos como mormones. Es presidente del Consejo Interreligioso de México y del Consejo Ecuménico de México.[cita requerida]
Desde el 2007 y hasta la fecha, ha fungido como Capellán del Estado México-Sur de Los Caballeros de Colón en México. Siendo Obispo de Tehuacán, Puebla, fue Capellán del Consejo de esa Diócesis hasta su traslado a la Arquidiócesis de México en 1995.[cita requerida]
En el 2013 apoyó y participó en la campaña de desarme voluntario promovida por las autoridades de la Ciudad de México.

## Controversias

### Acusaciones por encubrimiento de curas pederastas
Recientemente se ha involucrado al cardenal Rivera Carrera en las averiguaciones del caso del presbítero Nicolás Aguilar Rivera, perseguido por la policía de Los Ángeles, California, Estados Unidos, y acusado de abuso sexual a más de un centenar de menores (pederastia), tanto en Estados Unidos como en México. Entre las acusaciones que pesan en contra del prelado mexicano incluyen las de brindar protección al presbítero, cuando era obispo de Tehuacán, Puebla. En septiembre de 2006 su nombre fue incluido en una denuncia levantada por Joaquín Aguilar Méndez en la cual se acusa a Carrera de presumiblemente ayudar al sacerdote Nicolás Aguilar a evitar ser procesado por actos lascivos contra menores. Rivera Carrera argumentó que él no se encontraba laborando en dicha diócesis en las fechas que indican los acusadores sucedieron los hechos, por lo que no es posible pudiera encubrir a nadie. La Suprema Corte de Justicia del Estado de California, en los Estados Unidos, declaró improcedente dicha demanda en 2009. Confirmaba así la sentencia emitida el 17 de octubre de 2007, por el Tribunal Superior de Justicia de Los Ángeles, California.

### Declaraciones contra la comunidad LGBT
Asimismo, Norberto Rivera ha destacado por sus posturas conservadoras como hacia los derechos reproductivos de las mujeres o hacia la población LGBT, en clara oposición a las iniciativas del entonces gobierno del Distrito Federal, como el aborto o los matrimonios entre personas del mismo sexo. Al promover diversas organizaciones y movimientos conservadores, le ha valido ser considerado homófobo e intolerante, e incluso ser reconocido como una de las personalidades más destacadas de la derecha mexicana de tiempos recientes.

## Posiciones

### XIV Asamblea General Ordinaria del sínodo de obispos
En octubre de 2015, se difundió una carta firmada por 13 cardenales en la que denunciaban la metodología empleada en el Sínodo convocado por el Papa Francisco. Los cardenales eran: Carlo Caffarra (Italia), Gerhard L. Müller (Alemania), Thomas C. Collins (Canadá), Timothy M. Dolan (EE. UU.), Willem J. Eijk (Países Bajos), Péter Erdõ (Hungría), Wilfrid Fox Napier (Sudáfrica), George Pell (Australia), Mauro Piacenza (Italia), Robert Sarah (Guinea-Conakri), Jorge L. Urosa Savino (Venezuela), Angelo Scola (Italia) y  André Vingt-Trois (Francia). Más tarde, los cardenales Angelo Scola y André Vingt-Trois se desmarcaron de la carta diciendo que nunca la habían firmado.Lo mismo dijeron aun más tarde los cardenales Péter Erdõ y Mauro Piacenza, por lo que el número de los firmantes se redujo a nueve. Posteriormente se supo que hubo una confusión y que los otros cuatro firmantes fueron los cardenales Daniel N. DiNardo (EE. UU.), John Njue (Kenia), Norberto Rivera Carrera y Elio Sgreccia (Italia).